# Nishen-Verlag
Der Nishen-Verlag (auch Verlag Dirk Nishen) war ein Berliner Verlag, der vor allem Fotobücher herausgab.

## Geschichte
Der Verlagsgründer und Namensgeber Dirk Nishen (* 1952) studierte Deutsch und Geschichte auf Lehramt und gründete 1982 den Verlag, der unter anderen Bände mit historischen Fotografien veröffentlicht hat. Neben seiner verlegerischen Tätigkeit bezeichnet sich Dirk Nishen als Projektentwickler und beansprucht die Idee für die Infobox am Potsdamer Platz. Der Verlag brachte unter anderem ein Buch über Ton Steine Scherben heraus. Hier veröffentlichten unter anderem Willy Römer, Natascha Wodin und Diethart Kerbs. Der Verlag firmierte einige Zeit unter D&D Kommunikation Verlag Dirk Nishen GmbH & Co KG.
Im Nishen-Verlag erschien auch ab 1987 für einige Jahre die Zeitschrift Niemandsland, die von Wolfgang Dreßen, Eckhart Gillen und Siegfried Radlach am Paul-Löbe-Institut Berlin herausgegeben wurde.